# Auguste Rogivue
Charles-Auguste Rogivue (Saint-Saphorin, 13 april 1812 - Lausanne, 24 april 1869) was een Zwitsers advocaat, rechter, hoogleraar en politicus voor de linkse radicalen uit het kanton Vaud.

## Biografie

### Jurist
Auguste Rogivue behaalde in 1839 een licentiaat in de rechten in Lausanne. Na zijn studies werd hij eerst advocaat in 1842 en vervolgens onderzoeksrechter (1843-1846) en rechter in de kantonnale rechtbank (1846-1850). In 1855 liet hij zich herinschrijven aan de balie, waarna hij tot zijn overlijden advocaat zou blijven.

### Professor
Daarnaast was Rogivue vanaf 1845 professor aan de Universiteit van Lausanne. Bij was buitengewoon hoogleraar Romeins recht (1847-1851) en vervolgens gewoon hoogleraar burgerlijk recht (1852-1858). Van 1855 tot 1858 was hij rector van zijn universiteit. In 1858 zou hij zich terugtrekken uit de academische wereld om gezondheidsredenen.

### Politicus
Rogivue was ook politiek actief en behoorde tot de politieke stroming van de linkse radicalen, de dominante politieke stroming in Zwitserland in zijn tijd. Van 1841 tot 1845 was hij lid van de Grote Raad van Vaud. In 1842 was hij gemeenteraadslid (uitvoerende macht) van Lausanne en van 1 juni tot 1 december 1853 zetelde hij in de Kantonsraad.